# Майер-Амброс, Франц
Франц Майер-Амброс (нем. Franz Meyer-Ambros; 17 мая 1882, Лейпциг — 2 мая 1957, Лейпциг) — немецкий композитор и хоровой дирижёр.
Окончил Лейпцигскую консерваторию, ученик Макса Регера. Руководил различными лейпцигскими хоровыми коллективами, в том числе хором Sängerlust (на протяжении 1920-х гг.) и Лейпцигской певческой академией (с 1937 г.; впрочем, деятельность академии в годы Второй мировой войны в основном проходила уже под руководством Ханса Штибера, официально возглавившего коллектив в 1942 году).
Дебютировал как композитор в 1913 г. «Четырьмя мужскими хорами в народном духе» (нем. Vier Männerchöre im Volkston), вызвавшими сочувственный отзыв Макса Унгера в «Новой музыкальной газете». Большинство сочинений Майера-Аброса предназначены для хора, ему также принадлежит концерт для двух фортепиано с оркестром (1929). Кроме того, Майер-Амброс был одним из соавторов школьной хрестоматии мужских хоров под редакцией Р. Зальцбреннера (1935).